# Oeneis yukonensis
Oeneis yukonensis är en fjärilsart som beskrevs av Gibson 1920. Oeneis yukonensis ingår i släktet Oeneis och familjen praktfjärilar. Inga underarter finns listade i Catalogue of Life.